# Мангеттен-Біч (Міннесота)
Мангеттен-Біч (англ. Manhattan Beach) — місто (англ. city) в США, в окрузі Кроу-Вінг штату Міннесота. Населення — 61 особа (2020).

## Географія
Мангеттен-Біч розташований за координатами 46°44′8″ пн. ш. 94°8′37″ зх. д. / 46.73556° пн. ш. 94.14361° зх. д. (46.735589, -94.143623).  За даними Бюро перепису населення США в 2010 році місто мало площу 4,64 км², з яких 3,93 км² — суходіл та 0,71 км² — водойми. В 2017 році площа становила 3,97 км², з яких 3,96 км² — суходіл та 0,00 км² — водойми.

## Демографія
Згідно з переписом 2010 року, у місті мешкало 57 осіб у 25 домогосподарствах у складі 17 родин. Густота населення становила 12 особи/км².  Було 58 помешкань (13/км²).
Расовий склад населення:
| - 98,2 % — білих - 1,8 % — корінних американців |

До двох чи більше рас належало 0,0 %. Частка іспаномовних становила 1,8 % від усіх жителів.
За віковим діапазоном населення розподілялося таким чином: 17,5 % — особи молодші 18 років, 56,2 % — особи у віці 18—64 років, 26,3 % — особи у віці 65 років та старші. Медіана віку мешканця становила 53,2 року. На 100 осіб жіночої статі у місті припадало 103,6 чоловіків;  на 100 жінок у віці від 18 років та старших — 104,3 чоловіків також старших 18 років.
За межею бідності перебувало 17,4 % осіб, у тому числі 0,0 % дітей у віці до 18 років та 25,0 % осіб у віці 65 років та старших.
Цивільне працевлаштоване населення становило 22 особи. Основні галузі зайнятості: будівництво — 31,8 %, роздрібна торгівля — 18,2 %, транспорт — 9,1 %, виробництво — 9,1 %.